# Chennaiyin FC
Der Chennaiyin FC ist ein indisches Fußball-Franchise in Chennai, Tamil Nadu.
Die Titans wurden 2014 im Zuge der Gründung der Indian Super League gegründet. Besitzer ist der Schauspieler Abhishek Bachchan, Vita Dani und der Kapitän der indischen Cricket-Nationalmannschaft Mahendra Singh Dhoni.

## Geschichte

### Gründung
Als die Indian Super League 2013 gegründet wurde, wurde Chennai als einer der Städte ausgewählt, aus denen ein Franchise kommen sollte. Am 11. April 2014 zog sich die Investorengruppe um Sunil Gavaskar zurück. Im August 2014 konnte ein mögliches Franchise aus Westbengalen nicht realisiert werden. Somit suchte die ISL weiter nach einer weiteren Mannschaft. Chennai rückte wieder in den Fokus. Der indische Entertainer Ronnie Screwvala und der Schauspieler Abhishek Bachchan gaben ein Gebot für ein mögliches Franchise ab. Dieses wurde von der ISL angenommen.
Der englische Fußballexperte Prashant Agarwal vertrat das Team beim ISL International Player Draft. Hier wurden die Spieler Bernard Mendy, Cristian Hidalgo, Gennaro Bracigliano, Bojan Djordjic, Eduardo Silva Lerma, Bruno Pelissari und Jairo Suárez als die sieben internationalen Spieler ausgewählt.
Am 12. September konnte der italienische Fußballspieler Marco Materazzi als erster Trainer der Mannschaft verpflichtet werden. Gleichzeitig ist er als Spieler tätig.

### Erste Saison
Am 15. Oktober 2014 trug der Chennaiyin FC sein erstes Ligaspiel aus. Das Spiel gegen den FC Goa konnte mit 2:1 gewonnen werden. Das erste Tor erzielte der indische Nationalspieler Balwant Singh. Am 28. November 2014 konnte das Franchise den italienischen Weltmeister Alessandro Nesta verpflichten.
Am Ende der regulären Saison lag man auf dem ersten Platz. In den anschließenden Play-off-Spielen unterlag man im Halbfinale gegen die Kerala Blasters.

### Zweite Saison
Am 3. Oktober 2015 unterlag der Chennaiyin FC mit 2:3 im Heimspiel gegen Atlético de Kolkata. Am Ende der regulären Saison belegte der Verein den dritten Platz hinter FC Goa und Atlético de Kolkata und zog somit in das Halbfinale gegen Atlético de Kolkata ein, das nach Hin- und Rückspiel mit 4:2 für sich entschieden wurde. Im Finale am 20. Dezember 2015 gewann die Mannschaft gegen den FC Goa mit 3:2. 

## Erfolge
- Indian Super League: 2015, 2017/2018

## Stadion
Das insgesamt 38.000 Zuschauer fassende Jawaharlal Nehru Stadium, oder Marina Arena genannt, wurde 1993 errichtet. Hier trägt der Chennaiyin FC seine Heimspiele aus. Besitzer ist die All Indian Football Association.

## Trainer
| Name            | von                | bis               |
| --------------- | ------------------ | ----------------- |
| Marco Materazzi | 12. September 2014 | 1. Januar 2016    |
| Marco Materazzi | 1. Juli 2016       | 3. März 2017      |
| John Gregory    | 3. Juli 2017       | 30. November 2019 |
| Owen Coyle      | 3. Dezember 2019   | heute             |

## Sponsoren
| Jahr           | Ausrüster | Trikotsponsor |
| -------------- | --------- | ------------- |
| 2014 bis 2016  | TYKA      | Ozone Group   |
| 2016 bis 2017  | Puma      | TVS Tyres     |
| 2017 bis heute | Performax | Apollo Tyres  |